# Francesco Zuccarelli
Francesco Zuccarelli (født 15. august 1702 i Pitigliano, død 30. december 1788 i Firenze) var en italiensk maler kendt for sine landskabsmalerier med antik baggrund.

## Liv
Zuccarelli var elev af Giovanni Maria Morandis og derefter Pietro Nelli i Rom Han har muligvis også arbejdet hos landskabsmaleren Paolo Anesi i Firenze. Han slog sig i 1732 ned i Venedig, og fra 1747 til 1752 arbejdede han sammen Bartolomeo Nazari for familien Tassi. 
Han var flere gange i England, hvor han på opfordring fra den britiske konsul i Vendig levede fra 1752 til 1771 eller 1773. I 1768 var han med til at grundlægge Royal Academy of Arts i London.
Efter tiden i England rejste han tilbage til Venedig og var også en tid i Rom. Flere af han billeder findes i engelske samlinger (Windsor Castle, National Gallery) og i Venedig. Blandt hans elever tæller Giuseppe Zais og Vittorio Amadeo Cignarolli.